# Góry Korgońskie
Góry Korgońskie (ros.: Коргонский хребет, Korgonskij chriebiet) – pasmo górskie w azjatyckiej części Rosji, w północno-zachodniej części Ałtaju. Rozciąga się na długości 100 km. Wznosi się średnio na wysokość 2200 m n.p.m. Najwyższy szczyt osiąga 2488 m n.p.m. Pasmo zbudowane z tufów, utworów tufogenicznych, piaskowców oraz łupków. Zbocza są strome i poprzecinane głębokimi dolinami dopływów Czaryszu. Do wysokości 1900 m n.p.m. pokryte lasami iglastymi. W wyższych partiach występują łąki alpejskie i subalpejskie.